# 산청 진양강씨 정려각
산청 진양강씨 정려각(山淸 晉陽姜氏 旌閭閣)은 대한민국 경상남도 산청군 단성면에 있는 일제강점기의 정려이다. 2008년 2월 5일 경상남도의 문화재자료 제443호로 지정되었다.

## 현지 안내문
권택의 처인 진양강씨의 절의를 숭상하기 위해 건립한 것이다. 1601년(선조 34) 정려가 내려져 배양촌 앞에 정려각을 세웠다가 1688년(숙종 14)에 정려각을 입석 묘소 아래로 이전했다. 이 건물은 정려각의 일반적인 구성형식을 따라 단칸에 3량가로 건축했으나 건축양식과 구조수법에서 몇 가지 특징이 있다. 익공계와 다포계 형식이 절충된 외1출목 삼익공의 건축양식으로 살미와 첨차에 연봉과 봉두를 잘 다듬어 화려하게 치장하였다. 초석은 주좌를 새긴 고졸한 형태이며, 각부의 결구상태는 견실한 편이다. 조선시대 정려각의 건축형식과 특징을 잘 보여준다.

## 참고 자료
- 산청 진양강씨 정려각 - 국가유산청 국가유산포털